# Pietro Mei
Pietro Mei (Montecarotto, 8 dicembre 1797 – Montecarotto, 25 dicembre 1878) è stato un artigiano e orologiaio italiano, noto per la genialità tecnica ed innovazione nella costruzione di orologi da torre.

## Biografia
Nacque e visse a Montecarotto dove impiantò il suo laboratorio, e dove assunse anche alcune cariche civili. Operò con la sua azienda principalmente nella regione Marche e nelle regioni confinanti dell'Italia centrale dove tuttora alcuni dei suoi orologi sono funzionanti in Torri Civiche e campanili. Fu prima allievo di Antonio Podrini di Sant'Angelo in Vado e poi suo socio. Succedette al Podrini morto nel 1825 nell'ultimazione del meccanismo dell'orologio pubblico di Cingoli. L'opera fu poi continuata dal Mei e dal figlio del Podrini, Eustachio, che terminarono la costruzione della macchina nel 1826. Collaborò poi dalla metà dell'Ottocento con Antonio Galli che insieme ad Edoardo Marconi furono gli esponenti di spicco della Scuola Orologiaia Montecarottese.

## Elenco degli orologi di Pietro Mei
nco parziale)
- Orologio pubblico di Penna San Giovanni ubicato originariamente nella torre del palazzo municipale, realizzato nel 1842, autenticato come sua opera numero 10.
- Orologio pubblico di Grottammare: del 1844 circa. Restaurato nel 2022 dalla restauratrice abilitata in restauro degli strumenti scientifici e tecnici Raffaella Marotti.
- Orologio pubblico di Petritoli: del 1845 circa. Restaurato e modificato da Marconi nella prima metà del secolo XIX. Dimesso nel camerino della torre civica, visitabile.
- Orologio della Torre Civica di Sant'Angelo in Pontano. Questo orologio del 1847 sostituì un precedente meccanismo, ed anche il vecchio quadrante che segnava le ore “all'italiana”, fu sostituito con quello tuttora esistente, allora detto “all'astronomica”, con le ore scritte in numerazione araba da 1 a 12. Il movimento di Pietro Mei era mosso da un motore a peso realizzato con funi avvolte ad un tamburo di legno ed attaccate a pesanti pietre, che scendendo fino alla base della torre per forza di gravità, mettevano in movimento i ruotismi dell'orologio. Le funi e le relative pietre dovevano essere risollevate e riavvolte dall'addetto, chiamato “moderatore dell'orologio”, mediante l'apposita manovella di ricarica ogni 30 ore circa. Questo orologio ha funzionato fino al 1999, dopodiché, il movimento, recuperato e rimontato con tutte le sue componenti (ingranaggi, corde e pesi), è stato esposto al pubblico in cima allo scalone d'ingresso della sede comunale.[1] Attualmente non è visitabile in quanto la struttura comunale è inagibile causa terremoto.
- Orologio del palazzo dell'orologio di Massa Fermana. Il meccanismo stato smontato e catalogato nel 2003, è in attesa di restauro e si trova con i suoi accessori in esposizione presso il Comune di Massa Fermana.
- Orologio pubblico della Torre Civica di Poggio San Marcello costruito nel 1848 e autenticato come sua opera numero 20. Il meccanismo funzionante fino a pochi anni fa, ora è stato sostituito da un congegno elettrico, è ancora posizionato nella sua sede originaria ed è in attesa di restauro.[2]
- Orologio pubblico del torrione dell'orologio di Montecarotto costruito nel 1849 e autenticato come sua opera numero 22. Il meccanismo è tuttora funzionante, ancora posizionato nella sua sede originaria e collegato al quadrante esterno. Tuttora un addetto del comune di Montecarotto provvede giornalmente alla ricarica manuale del meccanismo.
- Orologio pubblico di Gualdo del 1850. Restaurato dall'azienda 'De Santis Corinaldi' è ancora funzionante nella torre dell'orologio. Attualmente non è visitabile a causa di struttura inagibile per terremoto.
- Orologio della Torre campanaria della chiesa di Offida costruito nel 1853. La particolarità di questo movimento, come di altri movimenti Mei, è l'utilizzo di un solo treno, sia per la suoneria delle ore che per quella dei quarti. Al contrario di altri orologi costruiti nella stessa epoca, in cui i vari ruotismi sono contenuti in massicce strutture metalliche, in quello del Mei questa funzione è svolta da un semplice telaio con tre treni che si sviluppano in orizzontale. Il movimento  è composto da tre sezioni che partendo da sinistra sono: il treno della suoneria ore e quarti, il treno del tempo, il treno della suoneria ausiliaria o meridiana. La genialità tecnica del Mei ha straordinariamente semplificato la tradizionale tecnica costruttiva degli orologi da campanile fino ad allora conosciuta. Il meccanismo è stato smontato e si trova ora nel locale Museo civico.[3]
- Orologio sulla torre campanaria della chiesa di San Filippo di Montefiore dell'Aso, del 1855.[4]
- Orologio pubblico della Torre Civica di Mondolfo costruito nel 1858 con il socio Antonio Galli, autenticato dalla punzonatura originale come loro opera numero 47. La macchina venne poi restaurata e modificata nel 1926 da Edoardo Marconi, continuatore ed erede della loro scuola, come attesta la punzonatura su un particolare della macchina oraria posta sotto quella dei primi due costruttori. Il meccanismo non è più posizionato nella sua sede originaria è stato restaurato dall'azienda  'De Santis Corinaldi' nel 2010 con il patrocinio dell'Archeoclub d'Italia sezione di Mondolfo, è funzionante a scopo dimostrativo e si trova in esposizione presso il locale museo civico nel Complesso monumentale Sant'Agostino.[5][6][7][8]
- Orologio pubblico di Arcevia ubicato originariamente nella torre del palazzo municipale, fu realizzato da Mei del 1860. Smontato dalla sede originaria, restaurato è ora in esposizione presso il centro culturale S. Francesco.[9]
- Orologio pubblico di Serrapetrona installato nel campanile della Chiesa di Santa Maria di Piazza alla fine del mese di dicembre del 1861. Sulla ruota dentata di scappamento sono incisi i dati fondamentali: “1861 – P. MEI E A. GALLI SOCI M. CAROTTO – N. 55” ovvero: anno di realizzazione del movimento, nomi dei costruttori, luogo di fabbricazione e numero d'opera. Quindi i due maestri artigiani a quella data avevano già costruito altri 54 orologi. Il meccanismo non è più posizionato nella sua sede originale, è stato restaurato dal comune di Serrapetrona con la collaborazione della fondazione olandese di Orologeria Monumentale, Stichting tot Behoud van het Torenuurwerk nel 2007, ed è esposto funzionante a scopo dimostrativo nel museo Vecchio Mulino del Borgo di Serrapetrona, in una stanza intitolata "la stanza del tempo" a lui dedicata.[10];

## Galleria d'immagini

### Orologio di Pietro Mei del torrione dell'orologio di Montecarotto

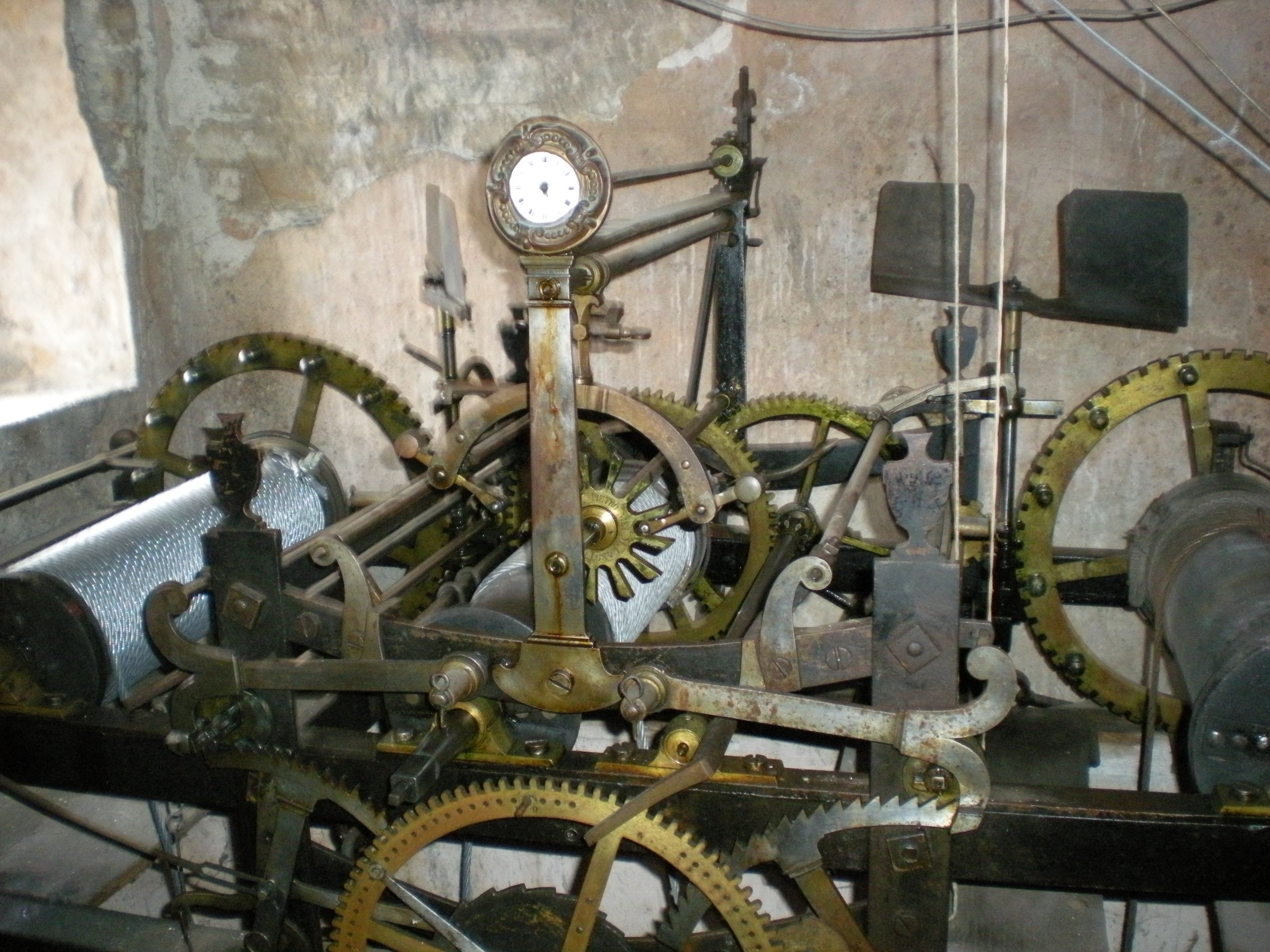
Orologio di Pietro Mei del Torrione dell'orologio di Montecarotto prima del restauro del 2014.
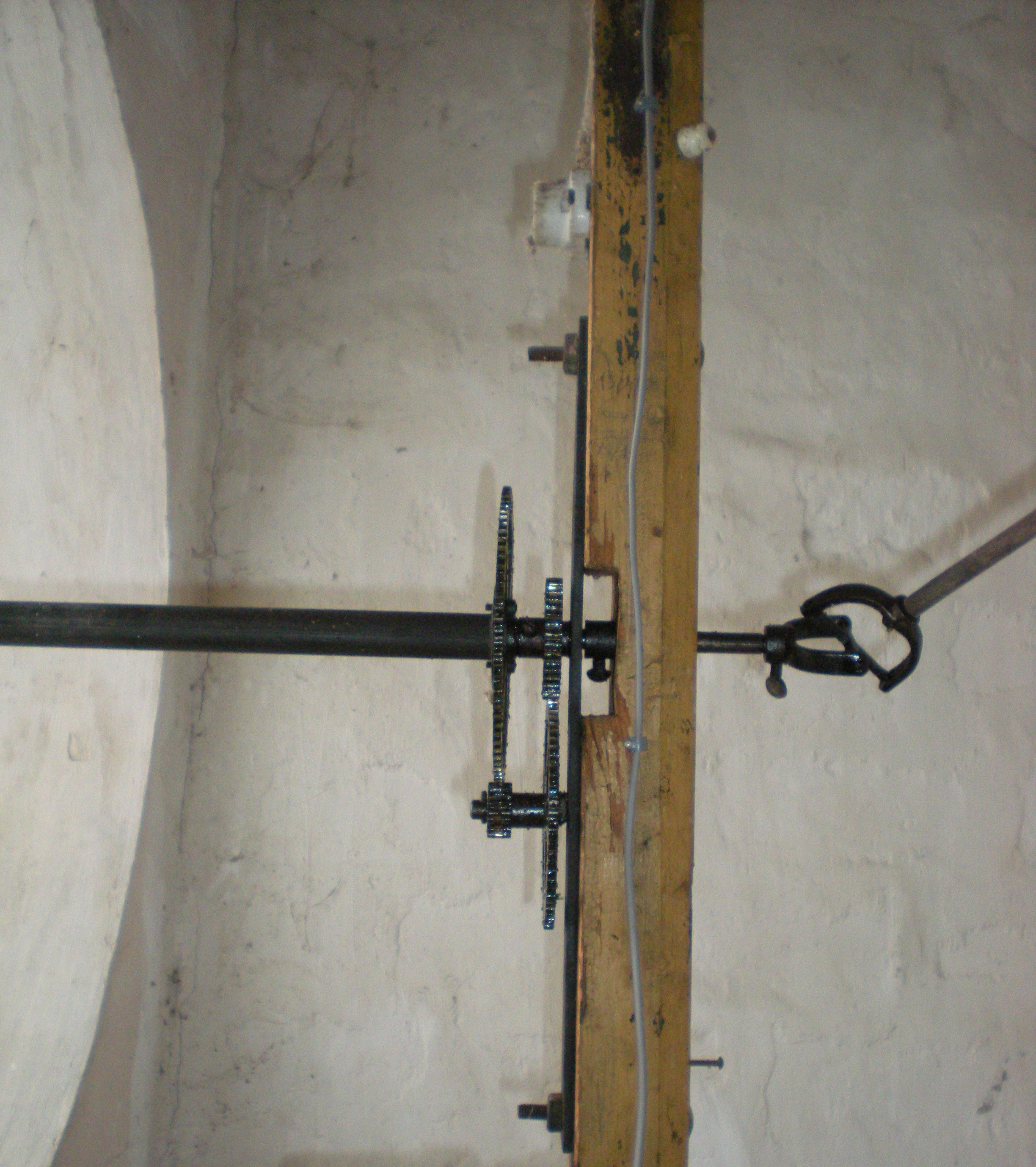
Orologio di Pietro Mei del Torrione dell'orologio di Montecarotto prima del restauro del 2014, dettaglio del collegamento con il quadrante lato interno.
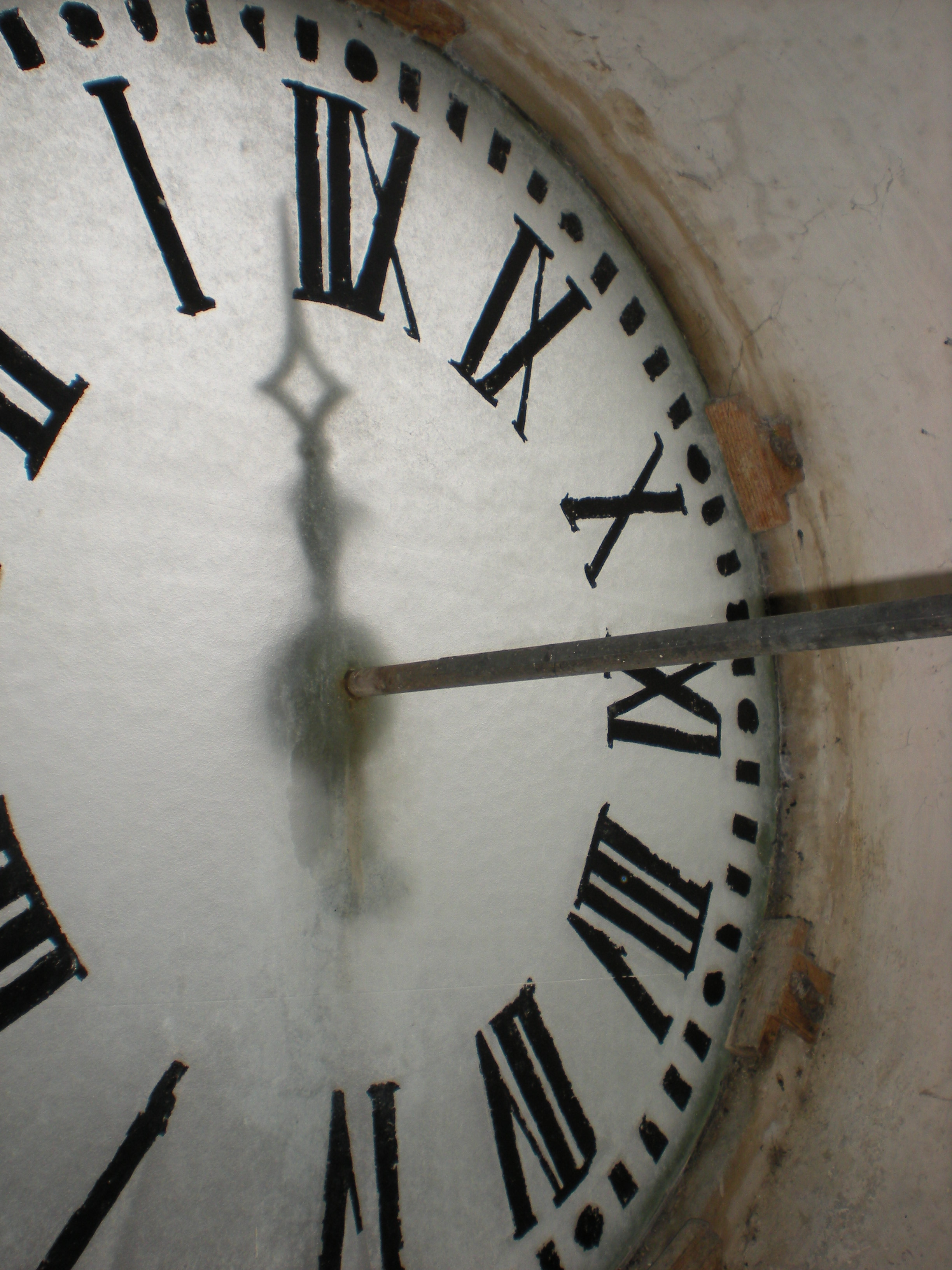
Orologio di Pietro Mei del Torrione dell'orologio di Montecarotto prima del restauro del 2014, dettaglio del quadrante interno.
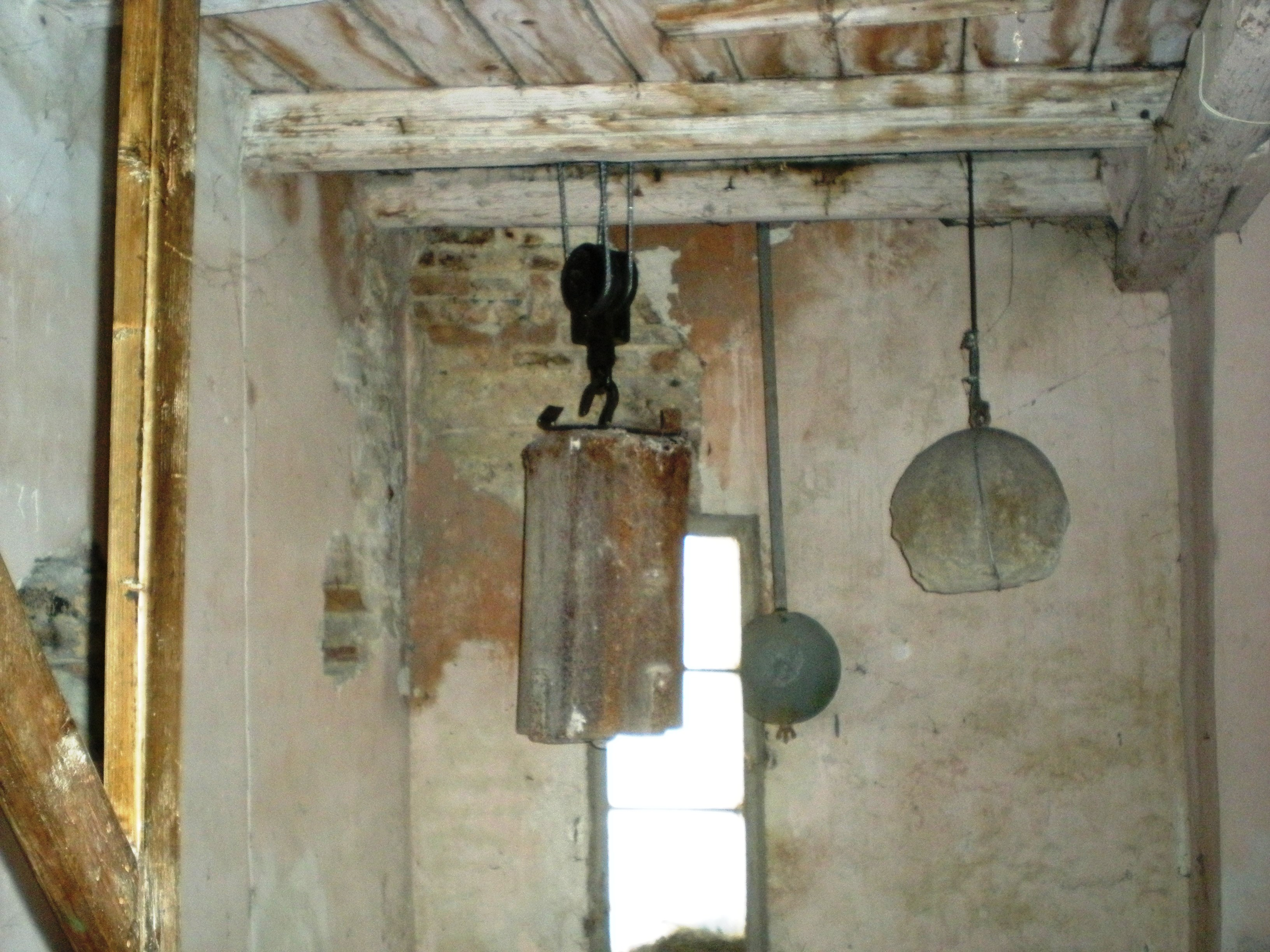
Orologio di Pietro Mei del Torrione dell'orologio di Montecarotto prima del restauro del 2014, dettaglio dei contrappesi e del pendolo.
- Orologio di Pietro Mei del Torrione dell'orologio di Montecarotto in funzione

### Orologio di Pietro Mei e Antonio Galli della torre civica di Mondolfo

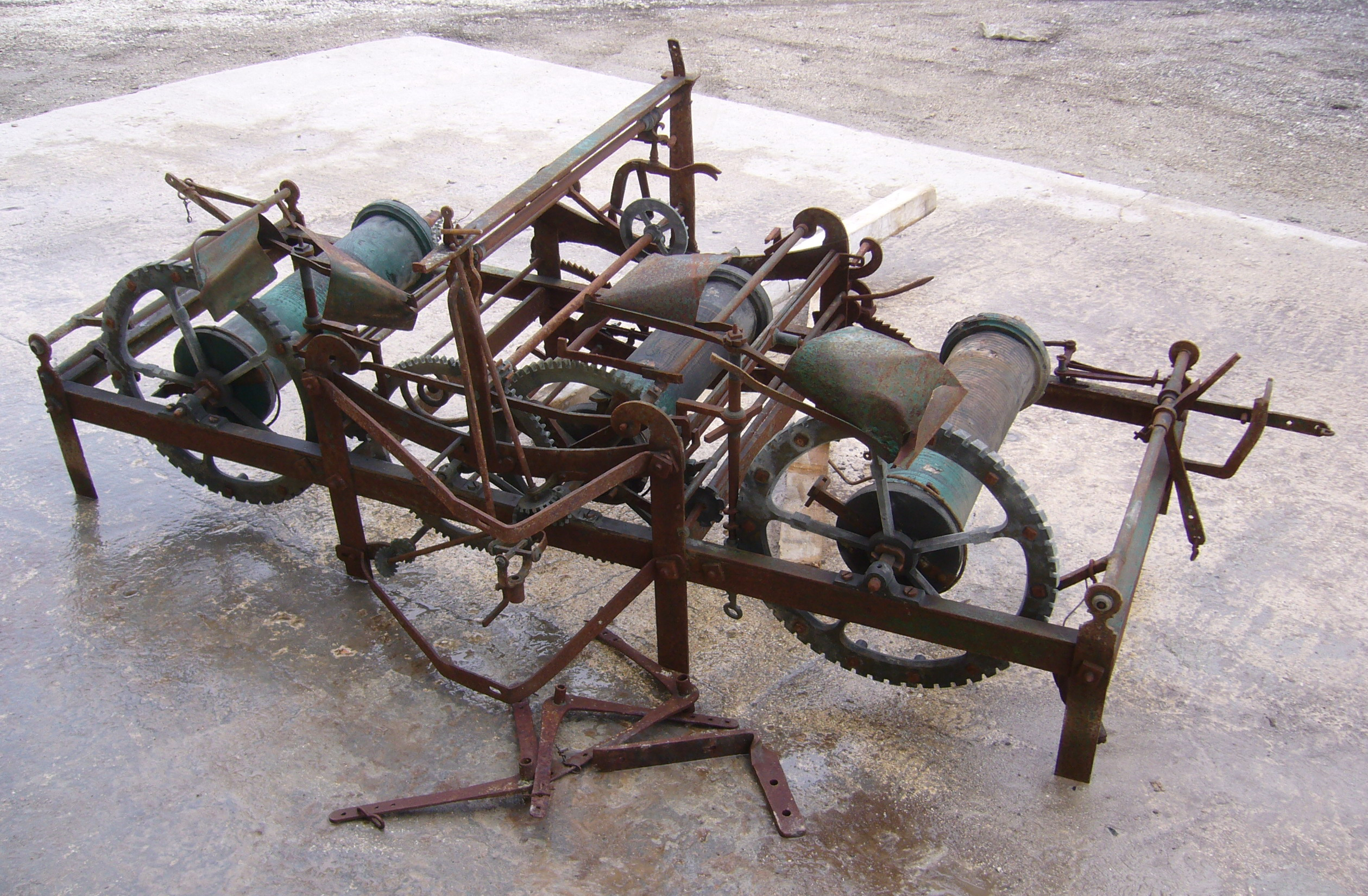
Orologio di Pietro Mei e Antonio Galli della torre civica di Mondolfo prima del restauro del 2010.
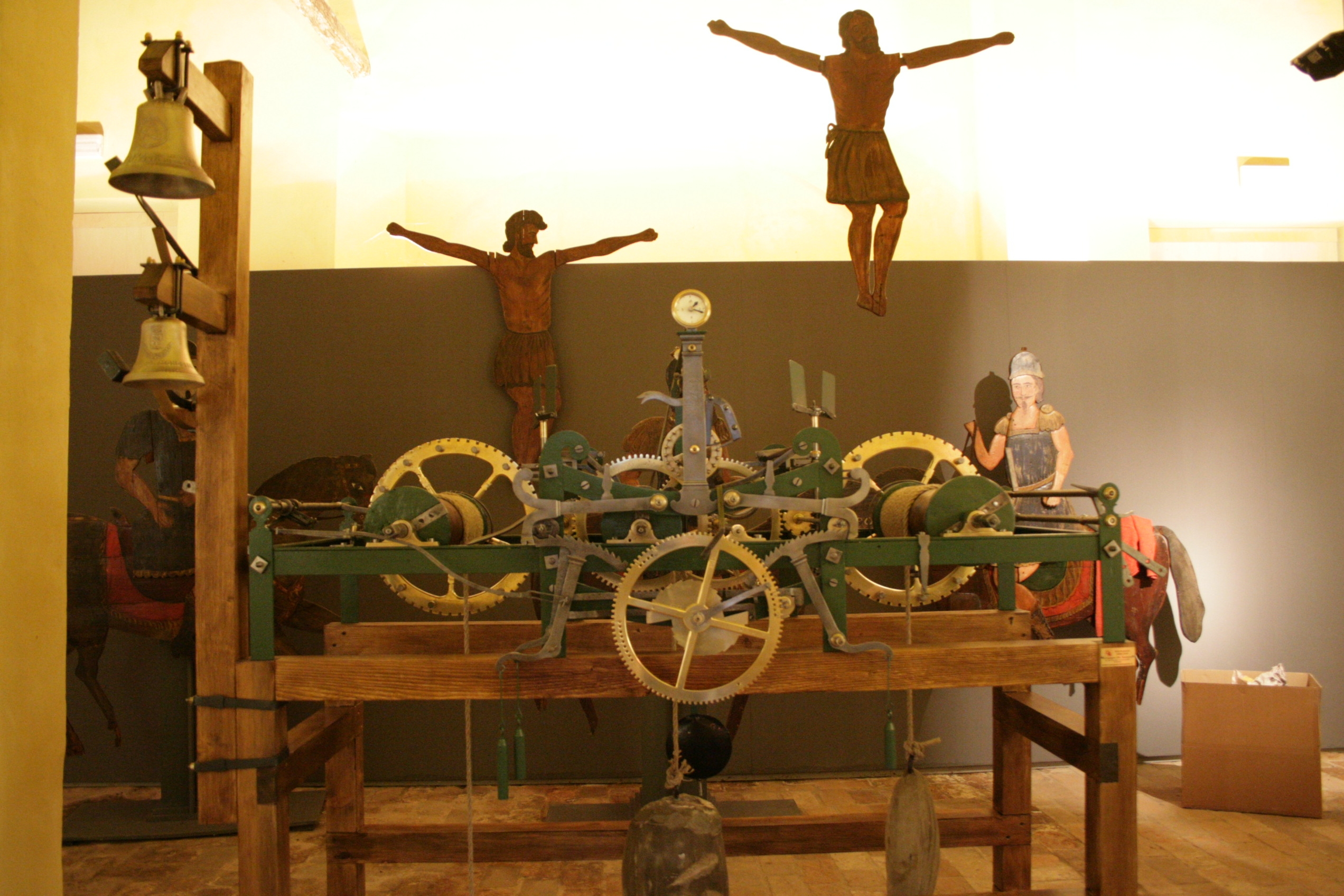
Orologio di Pietro Mei e Antonio Galli della torre civica di Mondolfo dopo il restauro del 2010.

### Orologio di Pietro Mei e Antonio Galli della chiesa di Santa Maria di Piazza di Serrapetrona

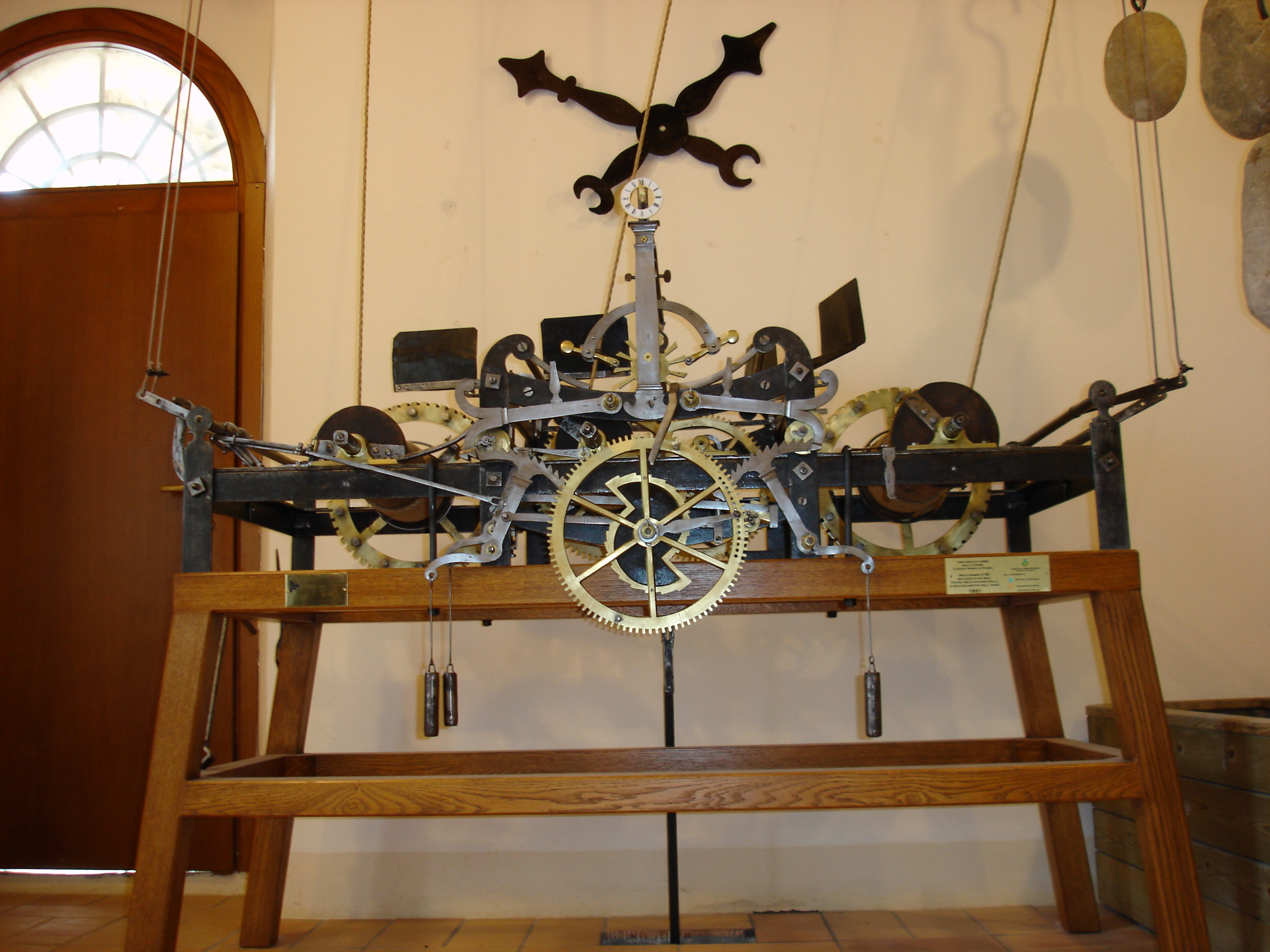
Orologio di Pietro Mei e Antonio Galli a Serrapetrona dopo il restauro.
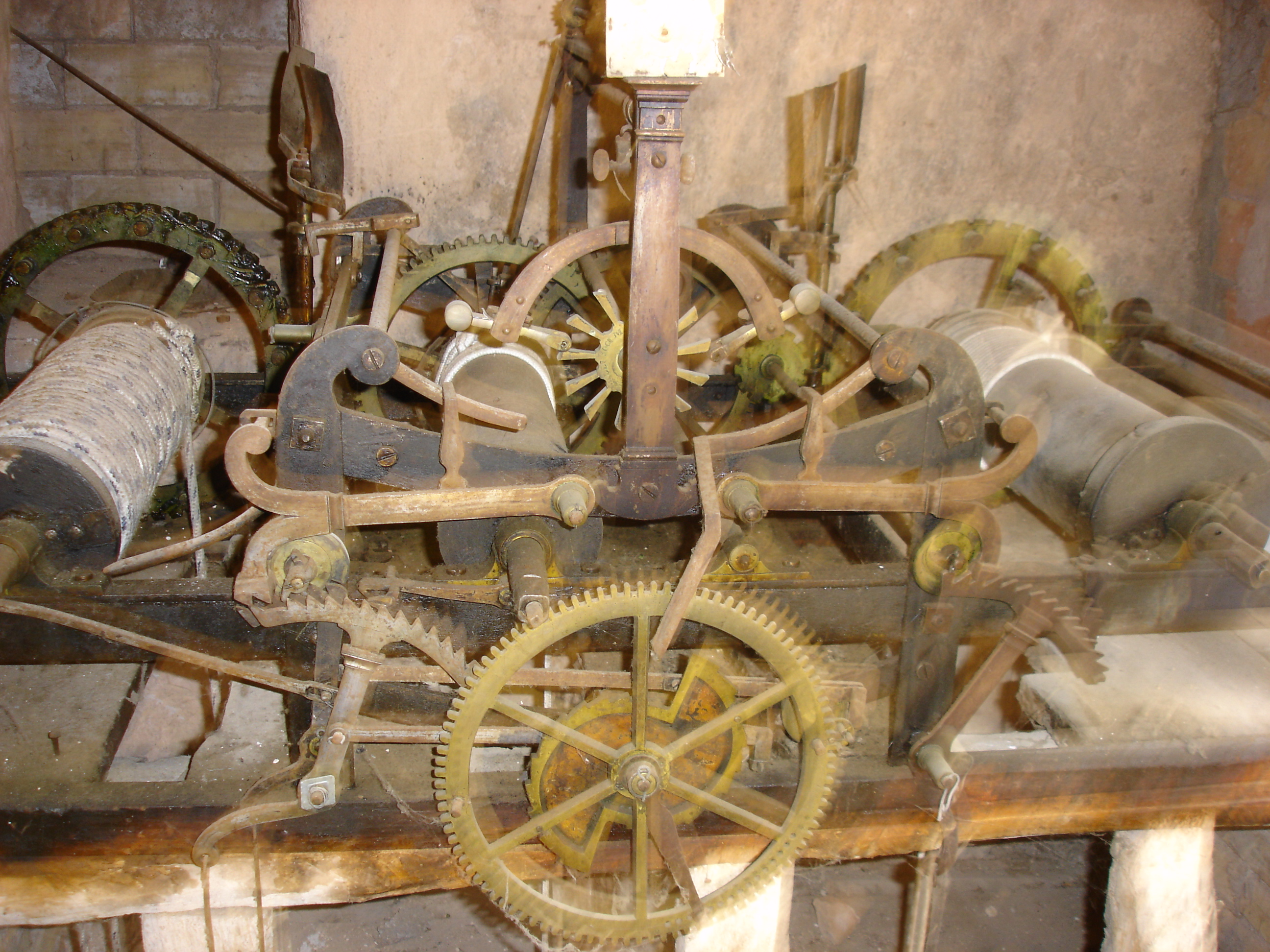
Orologio di Pietro Mei e Antonio Galli a Serrapetrona prima del restauro e nella sua posizione originale nel campanile della chiesa.
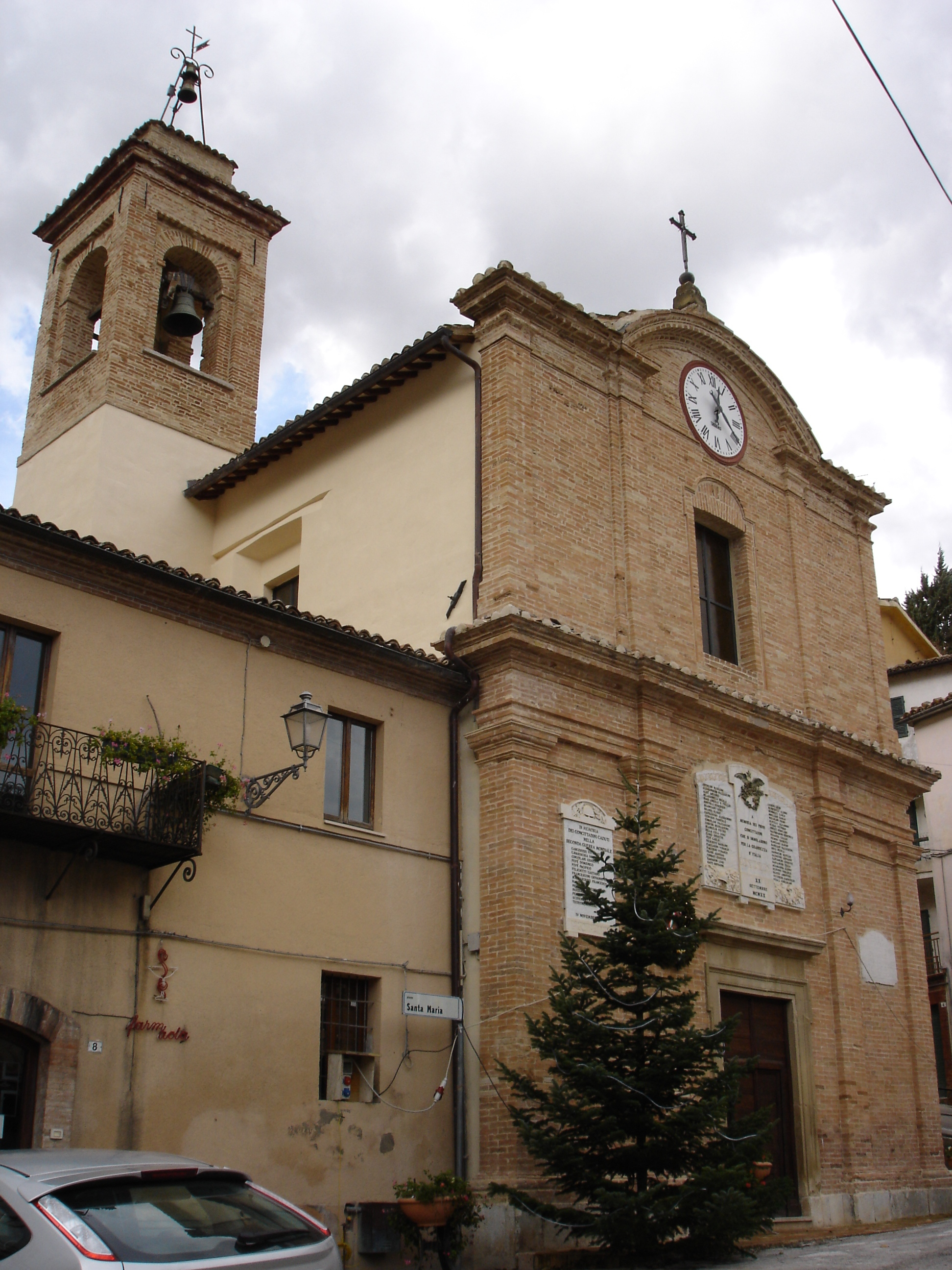
Chiesa di S.Maria di Piazza di Serrapetrona dove era posizionato originariamente l'orologio. Sono visibili il quadrante sulla facciata principale e le campane dei rintocchi delle ore e dei quarti posizionate sopra il campanile.